# Schwedenhaus (Franken)

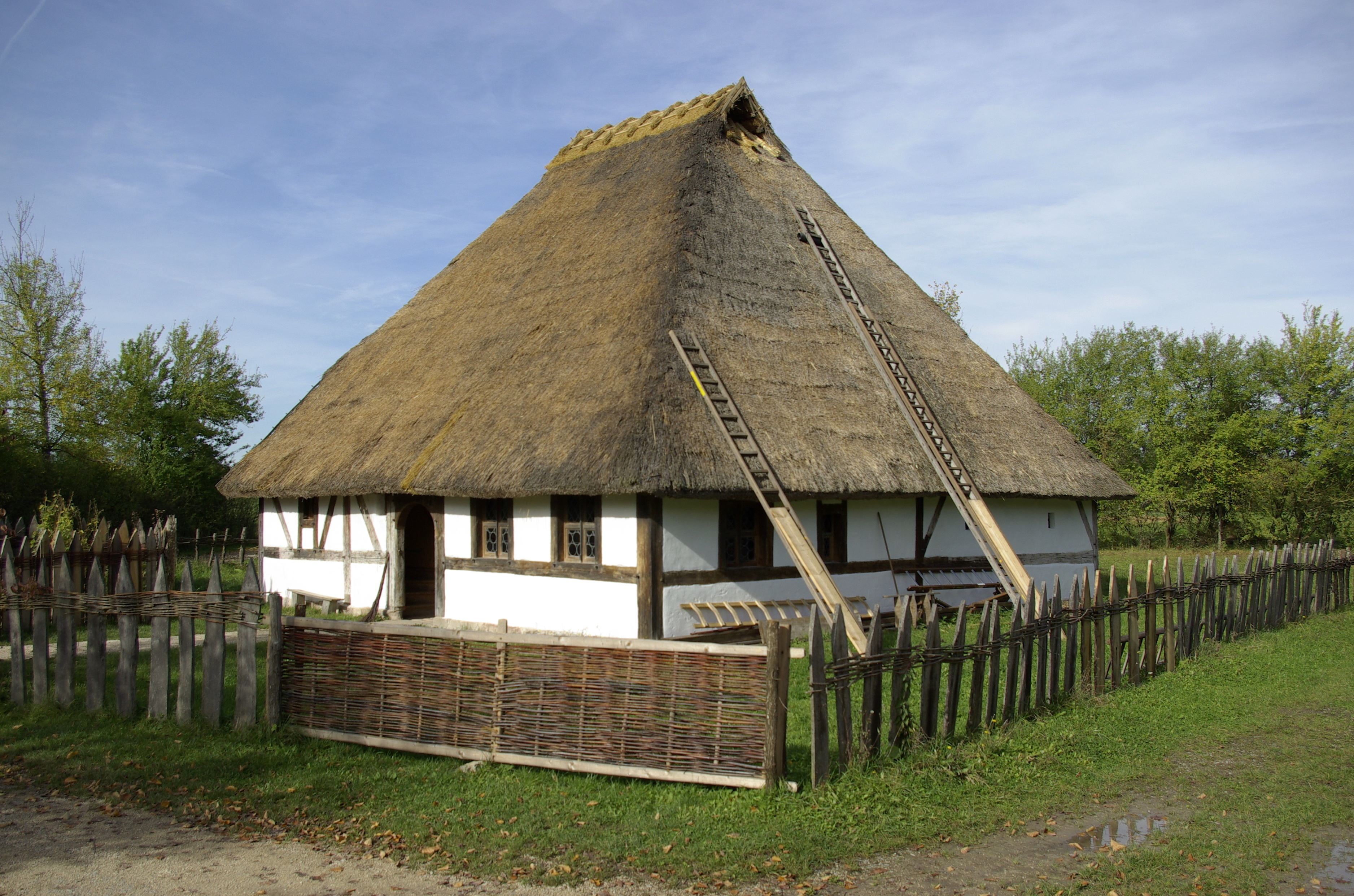
Schwedenhaus aus Almoshof im Fränkischen Freilandmuseum Bad Windsheim

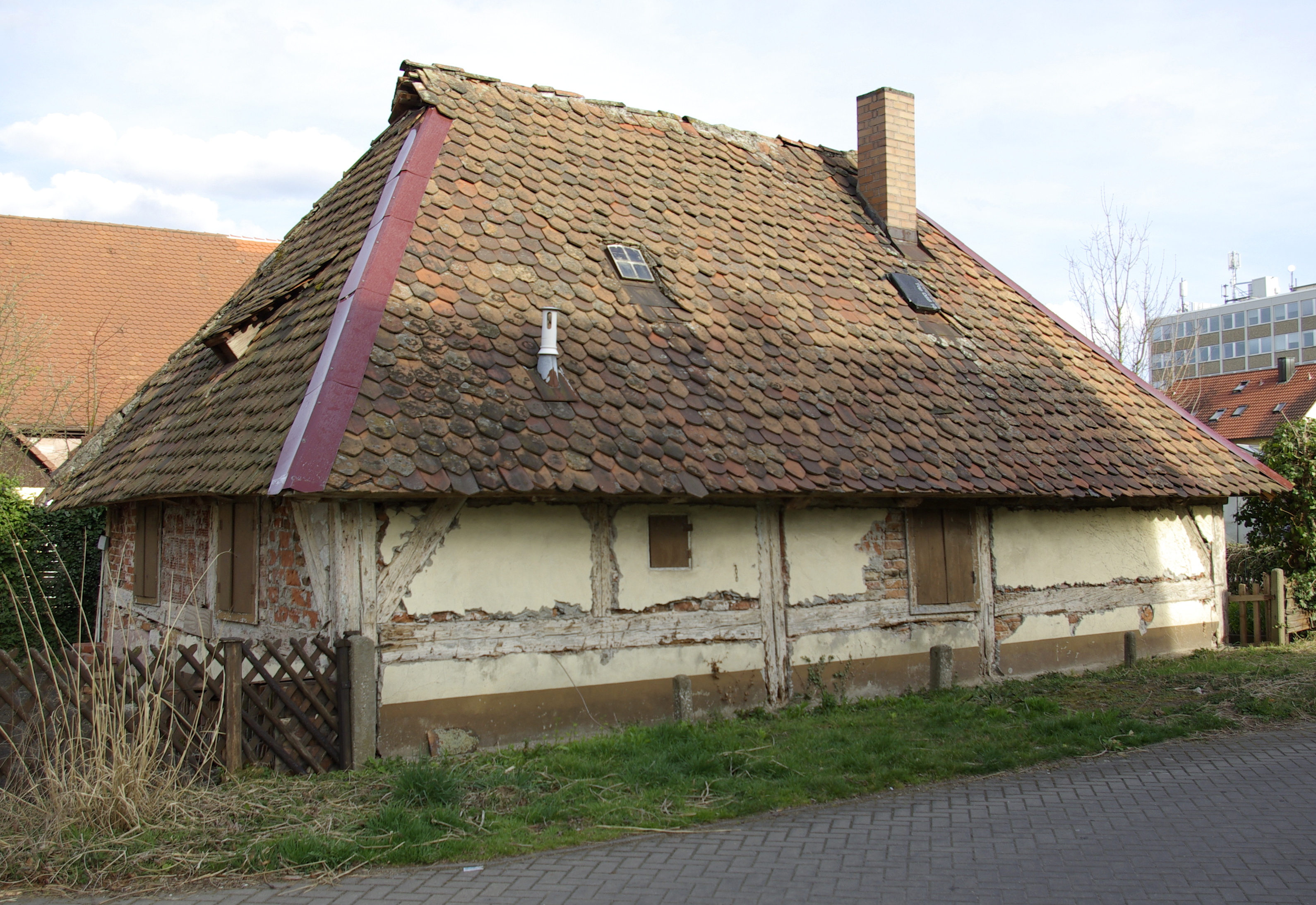
Schwedenhaus in Großreuth hinter der Veste

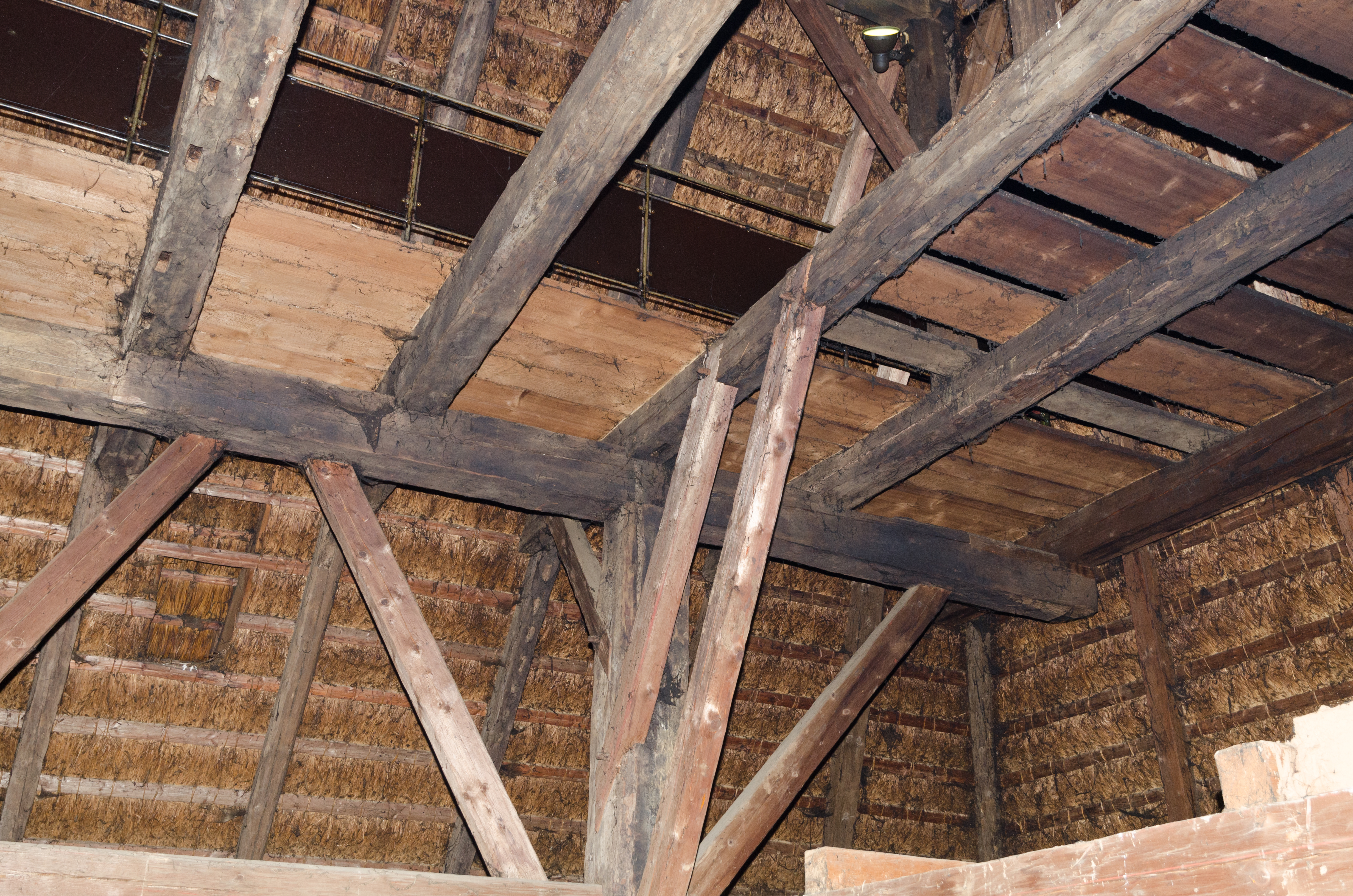
Tragende Ständerkonstruktion in einem Schwedenhaus im Fränkischen Freilandmuseum Bad Windsheim

Das Schwedenhaus, auch Wendenhaus genannt, ist ein Wohnstallhaus in Fachwerkbauweise, das in Franken verbreitet war und das Ortsbild vieler Dörfer in der Gegend um Nürnberg prägte. Bei den im 15. und 16. Jahrhundert in der Renaissancezeit, jedoch auf Basis einer älteren Bauform, errichteten Gebäuden handelt es sich um die ältesten Bauernhäuser in der Region. Der Begriff Schwedenhaus entstand, da die Gebäude aus der Zeit vor dem Dreißigjährigen Krieg, dem Schwedenkrieg, stammen. Durch die Verwendung neuer Bauformen ab dem 17. Jahrhundert und dem bis weit in das 20. Jahrhundert erfolgten Abriss historischer Bauernhäuser sind bis heute nur noch wenige Beispiele dieser Hausform erhalten.
Die Besonderheit dieser Bauten besteht darin, dass der Dachstuhl auf einer innenliegenden Ständerkonstruktion steht und nicht auf den Außenwänden ruht. Das 1556/57 gebaute Schwedenhaus in Großreuth hinter der Veste ist das älteste bekannte Bauernhaus im Nürnberger Norden. Ein weiteres aus Almoshof wurde in das Fränkische Freilandmuseum Bad Windsheim versetzt.